# Paragus (geslacht)
Paragus is een vliegengeslacht uit de familie van de zweefvliegen (Syrphidae).

## Soorten
- P. absidatus Goeldlin, 1971
- P. albifrons

Gevlekt kalkkrieltje (Fallen, 1817)
- P. albipes Gimmerthal, 1842
- P. angustifrons Loew, 1863
- P. angustistylus Vockeroth, 1986
- P. arizonensis Vockeroth, 1986
- P. ascoensis Goeldlin, 1981
- P. bicolor

Rood kalkkrieltje (Fabricius, 1794)
- P. bispinosus Vockeroth, 1986
- P. bradescui Stanescu, 1981
- P. cinctus Schiner & Egger, 1853
- P. coadunatus Rondani, 1847
- P. compeditus Wiedemann, 1830
- P. constrictus Simic, 1986
- P. cooverti Vockeroth, 1986
- P. finitimus Goeldlin, 1971
- P. flammeus Goeldlin, 1971
- P. glumaci Vujic, Simic & Radenkovic, 1999
- P. haemorrhous

Gewoon krieltje Meigen, 1822
- P. hermonensis Kaplan, 1981
- P. hyalopteri Marcos-Garcia & Rojo, 1994
- P. longistylus Vockeroth, 1986

- P. majoranae Rondani, 1857
- P. medeae Stanescu, 1991
- P. oltenicus Stanescu, 1977
- P. pecchiolii

Zilveren krieltje Rondani, 1857
- P. punctulatus Zetterstedt, 1838
- P. quadrifasciatus

Geelbandkrieltje Meigen, 1822
- P. romanicus Stanescu, 1992
- P. sexarcuatus Bigot, 1862
- P. strigatus Meigen, 1822
- P. tibialis

Piemelkrieltje (Fallen, 1817)
- P. vandergooti Marcos-Garcia, 1986
- P. variabilis Vockeroth, 1986